# Heteronutarsus
Heteronutarsus es un pequeño género de mantis del orden Mantodea. Tanto machos como hembras son braquipteros y comúnmente se encuentran en ambientes desérticos. Su coloración a menudo coincide con la arena o las piedras del hábitat. Es originario de África.

## Especies
- Heteronutarsus aegyptiacus
- Heteronutarsus albipennis